# Keikō
Keikō (景行天皇, Keikō Tennō; fl. I-II secolo) è stato il 12º imperatore del Giappone secondo la lista tradizionale degli imperatori.
Nessuna data certa può essere assegnata a lui o al suo regno ed è considerato dagli storici come una leggenda.
Viene riportato nel Kojiki e nel Nihonshoki, ma mentre secondo il Kojiki inviò il figlio Yamato Takeru nel Kyūshū per conquistare le tribù locali, secondo il Nihonshoki fu Keikō stesso a combattere le battaglie contro queste tribù. Secondo entrambi i testi inviò nella province del Giappone Izumo e nelle province orientali per conquistarle e ampliare il suo territorio.